# Diana (film)
Pour les articles homonymes, voir Diana.
Pour plus de détails, voir Fiche technique et Distribution.
Diana est un film biographique britanno-franco-belge d'Oliver Hirschbiegel sorti en 2013.

## Synopsis
L'histoire des deux dernières années de la vie de la princesse de Galles Diana Spencer, séparée du prince Charles, de 1995 à sa mort en 1997, vivant des amours contrariés et médiatisés au Royaume-Uni avec le chirurgien pakistanais Hasnat Khan et le milliardaire égyptien Dodi Al-Fayed.

## Fiche technique
- Titre original : Diana
- Réalisation : Oliver Hirschbiegel
- Scénario : Stephen Jeffreys d'après le livre de Kate Snell (en) Diana: Her Last Love.
- Direction artistique : Kave Quinn
- Décors : Mark Raggett
- Costumes : Julian Day
- Photographie : Rainer Klausmann
- Montage : Hans Funck
- Musique : Keefus Ciancia et David Holmes
- Production : Robert Bernstein et Douglas Rae
- Sociétés de production : Ecosse Films ;Le Pacte et Scope Pictures (coproductions) ; SOFICA Indéfilms 1 (en association avec)
- Société de distribution : Le Pacte (France)
- Pays d'origine :  Royaume-Uni
- Langue originale : anglais
- Format : couleur - 35 mm - 2.35 : 1 -  Son Dolby numérique
- Genre : biographique
- Durée : 108 minutes
- Dates de sortie
  -  Royaume-Uni : 20 septembre 2013
  -  Belgique : 25 septembre 2013
  -  France : 2 octobre 2013

## Distribution

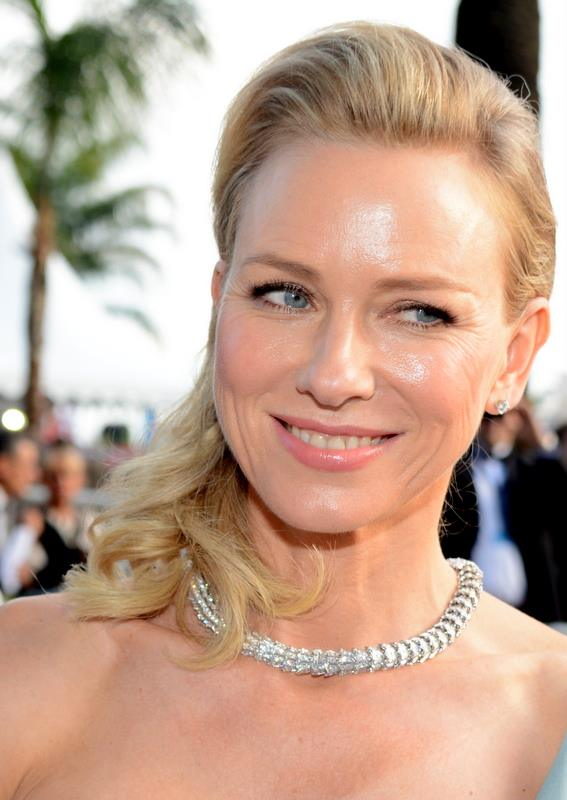
L'actrice britannico-australienne Naomi Watts, ici au Festival de Cannes 2014, incarne Diana Spencer.

- Naomi Watts (VF : Ludmila Ruoso) : Diana Spencer
- Naveen Andrews (VF : Arnaud Bedouët) : le Dr Hasnat Khan
- Douglas Hodge (VF : Emmanuel Lemire) : Paul Burrell
- Geraldine James (VF : Isabelle Mangini) : Oonagh Shanley-Toffolo
- Charles Edwards (VF : Pierre Val) : Patrick Jephson
- Leeanda Reddy (VF : Odile Cohen) : Nasreen
- Art Malik (VF : Pierre Forest) : Samundar
- Afzal Khan (VF : Frédérique Cantrel) : Naheed Khan
- Juliet Stevenson (VF : Isabelle Mangini) : Sonia
- Michael Byrne : Christiaan Barnard

Version française
Studio de doublage : Alter Ego
Direction artistique : Hervé Icovic
Adaptation : Linda Bruno
Source et légende : Version française (VF) sur AlloDoublage

## Accueil critique
Le film a reçu des critiques négatives, voire moqueuses : pour Ingrid Seward, rédactrice en chef de Majesty Magazine, « la mémoire de Diana a une nouvelle fois été prise en otage ». Kate Muir, responsable de la rubrique cinéma dans le journal The Times, a déclaré avoir envoyé sa critique « de façon appropriée, depuis les toilettes ». Pour le Daily Mail, le résultat est « désastreux » et le The Guardian moque « des dialogues en carton-pâte » ; « seize ans après ce jour terrible de 1997, Diana est morte une nouvelle fois de façon horrible ».
La critique pointe le manque de ressemblances physiques entre Naomi Watts et la princesse, ce que l'actrice concède.
Les critiques françaises sont aussi mitigées.

### Réactions de personnalités
La famille royale n'a pas réagi au film.
Hasnat Khan nie la véracité du film et indique qu'il était complètement séparé de Lady Diana en août 1997, contrairement à ce que le long-métrage insinue.